# Лю Оу
Лю Оу (кит. 刘鸥, пін. Liú Ōu, 13 листопада 1986) — китайська спортсменка, спеціалістка з синхронного плавання, олімпійська медалістка.

## Виступи на Олімпіадах
| Олімпіада   | Дисципліна | Місце |
| ----------- | ---------- | ----- |
| Пекін 2008  | командні   | 3     |
| Лондон 2012 | дует       | 3     |
| Лондон 2012 | командні   | 2     |